# Nouvelle université géorgienne
La Nouvelle université géorgienne est une université de recherche située à Poti, en Géorgie. L'université a été créée en 2015 sous le patronage de l'Église orthodoxe apostolique autocéphale de Géorgie. L'université propose des programmes académiques en philosophie chrétienne et en psychologie chrétienne.

## Historique
La nouvelle université géorgienne a été fondée avec la bénédiction du Catholicos-patriarche de toute la Géorgie et grâce aux efforts du métropolite de Poti et de Khobi Grigoli (Berbichashvili). Le 14 décembre 2015, l'université a reçu l'autorisation et l'accréditation de l'État et a obtenu le statut d'université, ce qui lui donne la possibilité de mettre en œuvre des programmes d'enseignement supérieur et des recherches scientifiques. La nouvelle université géorgienne propose des programmes de maîtrise et de doctorat en philosophie chrétienne et en psychologie chrétienne. En 2021, l'université a reçu l'autorisation et l'accréditation de l'État pour 6 ans supplémentaires. L'université a des partenaires dans plusieurs pays, dont l'Allemagne, les États-Unis, la Grande-Bretagne et la Grèce.

## Faculté des sciences humaines et sociales
La Faculté des sciences humaines et sociales est une composante éducative et administrative majeure de la Nouvelle université géorgienne, elle compte actuellement 28 membres du corps professoral et propose des programmes d' études supérieures et de doctorat.
Programmes diplômants :
- MA en philosophie chrétienne / Diplôme : Master en philosophie - 2 ans (4 semestres)
- MA en psychologie chrétienne / Diplôme : Master en psychologie - 2 ans (4 semestres)
- Doctorat en philosophie chrétienne / Diplôme : Docteur en philosophie - 3 ans (6 semestres)

Programme non diplômant :
- Programme de formation continue en études chrétiennes - 1 an

## Docteurshonoris causa
- Métropolite Kallistos (Ware) de Diokleia
- Métropolite Jean (Zizioulas) de Pergame
- Le très révérend Chad Hatfield
- Chrístos Yannarás
- Richard Swinburne

## Archives de philosophie et de théologie caucasiennes
Les Archives de philosophie et de théologie caucasiennes coordonnent les activités de recherche à l'université. Le directeur des archives est le professeur Tengiz Iremadze. Les Archives visent à mener une étude approfondie du riche patrimoine théorique de la région du Caucase; elles promeuvent et diffusent les traditions philosophiques et théologiques géorgiennes à l’échelle mondiale, développent de nouveaux outils académiques et de recherche en philosophie et théologie chrétiennes, et soutiennent les jeunes chercheurs en philosophie et théologie. Depuis 2015, les Archives ont publié plus de 50 livres. Les principaux domaines de recherche des Archives sont la philosophie chrétienne, la théologie chrétienne, l'histoire de la philosophie géorgienne, la philosophie interculturelle, la théologie politique, l’anthropologie philosophique, la neurophilosophie et la bioéthique.

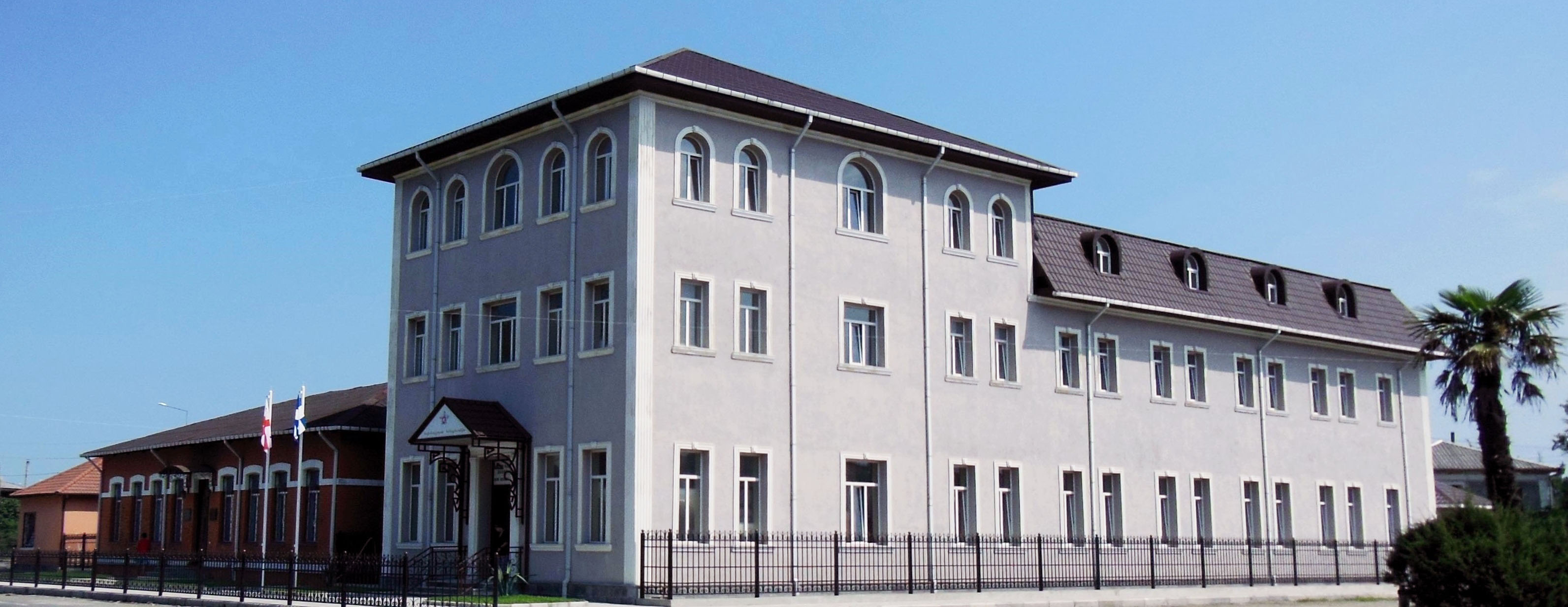
Campus de la Nouvelle université géorgienne.

## Bibliothèque
La bibliothèque abrite des collections de littérature théologique et philosophique en langues géorgiennes et étrangères (textes canoniques, textes classiques et contemporains de l'histoire de la philosophie, œuvres des Pères de l'Église, auteurs médiévaux géorgiens et étrangers et théologiens orthodoxes contemporains). Sous la direction des Archives de philosophie et de théologie caucasiennes, la bibliothèque s'enrichit périodiquement des collections privées de philosophes et de théologiens de la région du Caucase. La section numérique de la bibliothèque contient jusqu'à 70 000 livres numériques.

## Projets académiques
Petritsi Portal est la plate-forme académique en ligne de la Nouvelle université géorgienne. Le portail est nommé en l’honneur du grand philosophe médiéval géorgien Ioane Petritsi. Le portail rassemble des chercheurs géorgiens et étrangers travaillant dans les domaines de la philosophie, de la théologie et des sciences sociales. Il publie régulièrement de nouvelles traductions, des articles universitaires et des comptes rendus en philosophie, théologie et psychologie.
L'Encyclopédie de philosophie et de théologie géorgiennes est un projet universitaire en ligne développé sur la base des Archives de philosophie et de théologie caucasiennes. L'encyclopédie comprend des articles sur d'éminents philosophes et théologiens géorgiens, ainsi que des articles sur les écoles, les branches et les concepts de la philosophie et de la théologie géorgiennes. Les auteurs des articles publiés dans l'encyclopédie sont des universitaires géorgiens et étrangers bien connus.